# Hotel Grand (České Budějovice)
Hotel Grand stojí v Českých Budějovicích na rohu Nádražní a Žižkovy třídy. Byl postaven v letech 1908–1909 v secesním stylu podle návrhu Václava a Františka Kavalírových. Mezi lety 1952 až 1989 fungoval pod názvem hotel Vltava.

## Historie
V roce 1908, kdy bylo dostavěno nové budějovické vlakové nádraží se začalo se stavbou hotelu Grand, který stojí přímo proti jeho jižnímu křídlu. Stavěla ho firma bratří Kovaříků podle návrhu Františka a Václava Kavalírových. V době svého dokončení o rok později byl Grand největším a nejlépe vybaveným hotelem v celém městě. V přízemí západního křídla fungovala kavárna, v přízemí severního křídla restaurace. Na konci druhé světové války byl hotel Grand poškozen v následku přímého zásahu protilehlé části vlakového nádraží během spojeneckého bombardování. V roce 1948 byl hotel vyvlastněn a zahrnut do národního podniku Hotely a restaurace České Budějovice.
V roce 1952 byl hotel Grand přejmenován na hotel Vltava spolu s nedalekým hotelem Imperial, který byl přejmenován na hotel Malše. V roce 1973 byl hotel Vltava s nabídkou 70 pokojů stále největším českobudějovickým hotelem. Na rozdíl od hotelu Malše ale nebyl nikdy prohlášen kulturní památkou, což umožnilo rozsáhlé stavební úpravy, které probíhaly mezi lety 1982 až 1989. Fasáda byla zásadně změněna, získala novou barvu, rohová věž původně pokrytá krytinou s drobným vzorkem byla oplechována mědí. Žádné z původních secesních štukatur se také nedochovaly. Hotel během oprav částečně fungoval, v roce 1983 byl počet nabízených pokojů omezen na 49. I s tímto kapacitním omezením byl v té době druhým největším hotelem v Českých Budějovicích hned po nově vystavěném hotelu Gomel.
Po dokončení úprav byl hotel v březnu roku 1989 znovu otevřen, tentokrát opět jako hotel Grand.